# (13027) Geeraerts
(13027) Geeraerts est un astéroïde de la ceinture principale.

## Description
(13027) Geeraerts est un astéroïde de la ceinture principale. Il fut découvert le 3 avril 1989 à La Silla par Eric Walter Elst. Il présente une orbite caractérisée par un demi-grand axe de 2,56 UA, une excentricité de 0,11 et une inclinaison de 3,8° par rapport à l'écliptique.

## Compléments